# والي أوستيركورن
والي أوستيركورن (بالإنجليزية: Wally Osterkorn)‏ مواليد 06 يوليو 1928 في شيكاغو - الوفاة 11 يناير 2012، كان لاعب كرة سلة أمريكي. بدأ مسيرته الاحترافية في سنة 1950. تم اختياره من قبل فريق شيكاغو ستايغس خلال الدرافت. بلغ طوله 6 قدم 5 بوصة (2.0 م). اعتزل اللعب في 1955.

## روابط خارجية
- والي أوستيركورن على موقع إن بي أي (الإنجليزية)
- والي أوستيركورن على موقع سبورتس رفرنس (الإنجليزية)
- والي أوستيركورن على موقع كلية كرة السلة في سبورتس رفرنس.كوم (الإنجليزية)
- والي أوستيركورن على موقع ريلجم (الإنجليزية)
- والي أوستيركورن على موقع بروبوليرز (الإنجليزية)